# 志賀克也
志賀 克也（しが かつや、1963年8月11日 - ）は、日本の声優、舞台俳優。アーツビジョン所属。岸野幸正主宰の劇団岸野組の一員。愛媛県出身。

## 経歴
野沢那智主宰の劇団薔薇座出身。その後、日本ナレーション演技研究所を経てアーツビジョン所属となった。

## 人物
方言は関西弁。
趣味・特技はタップダンス、川下り、陸上競技。

## 出演
太字はメインキャラクター。

### テレビアニメ
1991年
- 生命の科学ミクロパトロール（ヘモ）

1995年
- スレイヤーズ（看板役者）
- ふしぎ遊戯（奎宿〈若い頃〉、トキ、若者B）
- ロミオの青い空（マッティーリオ）

1996年
- セイバーマリオネットJ（1996年 - 1998年、ピン助、シュトライフ、町奴のムーア、三吉、車仲 他） - 2シリーズ
- 美少女戦士セーラームーンS（コンダクター）
- ママはぽよぽよザウルスがお好き
- るろうに剣心 -明治剣客浪漫譚-（川路利良、阿武隈四入道、チンピラ、兵隊、銃士隊隊長、警官 他）

1997年
- 少女革命ウテナ（男B）
- 中華一番!（1997年 - 1998年、客A、受験者B、セイヨの手下B、町の男B、街の人B 他）
- フォーチュン・クエストL（エイブスの部下）

1998年
- 男はつらいよ 寅次郎忘れな草（水原）
- 超魔神英雄伝ワタル（ポーラーボーラー、ソース）
- 花さか天使テンテンくん（ドクダミリュウゾウ）
- ふしぎなメルモ（リニューアル版）（ビリケン、男）
- ヨシモトムチッ子物語（イマダミミズ）
- ロスト・ユニバース（バーテン）

1999年
- イソップワールド（フーフーの父、ドッチ）
- キョロちゃん（1999年 - 2001年、チロリ、アナウンサー、アカメアナウンサー、天気予報士、体操のお兄さん 他）
- ゴクドーくん漫遊記（ペガサス）

2000年
- デジモンアドベンチャー02（ベタモン）
- 週刊ストーリーランド（村人1）
- ファーブル先生は名探偵（泥棒弟）
- 六門天外モンコレナイト（ヒポグリフ）

2001年
- 機動天使エンジェリックレイヤー（魚屋）
- Z.O.E Dolores, i（オペレーター）
- RAVE（グリフォン加藤、ツヨシ、DC、捜査官）

2002年
- デュエル・マスターズ（2002年 - 2016年、邪藩牛次郎 / 茶番馬太郎 / 社長） - 4シリーズ

2003年
- クラッシュギアNitro（司会）
- コロッケ!（カバヤキ）
- 出撃!マシンロボレスキュー（鈴の父）
- ぽぽたん（店の人A）

2004年
- 陰陽大戦記（繁茂のマスラオ）
- ケロロ軍曹（男）
- 金色のガッシュベル!!（トロワ）
- 名探偵コナン（2004年 - 2010年、榎本洋、二川肇、詐欺師、高校生）

2005年
- MÄR-メルヘヴン-（ポズン）

2006年
- まじめにふまじめ かいけつゾロリ（バフンウニ伯爵）

2007年
- やっとかめ探偵団（山下大輔）

2008年
- あたしンち（店員、駅員）
- ドラえもん（テレビ朝日版第2期）（2008年 - 2017年、男、悪人B、タコ宇宙人、機械の声、ロック 他）

2009年
- キャシャーン Sins（マルス）

2010年
- バトルスピリッツ 少年激覇ダン（ロッチ）

2011年
- クレヨンしんちゃん（2011年 - 2023年、客B、テーブルクロウスル、怪人スネーク男）

2012年
- エリアの騎士（火野淳平）
- バトルスピリッツ ソードアイズ（コーネル）

2014年
- 最強銀河 究極ゼロ 〜バトルスピリッツ〜（ベガ）

2015年
- ふうせんいぬティニー（ダイル）

2016年
- 忍たま乱太郎（2016年 - 2017年、器売り、うどん屋、なんでも屋）
- バトルスピリッツ ダブルドライブ（ズッチー）

2018年
- からくりサーカス（ゼド・ゲイン）

2021年
- SDガンダムワールド ヒーローズ（マーリンガンダム）

2024年
- 銀河英雄伝説 Die Neue These（ヘルムート・レンネンカンプ）

2025年
- ニンジャラ（ダンクー）

### 劇場アニメ
- 新世紀エヴァンゲリオン劇場版 シト新生（1997年）
- るろうに剣心 -明治剣客浪漫譚- 維新志士への鎮魂歌（1997年、川路利良）
- シックス・エンジェルズ（2002年、補佐官B）
- パロルのみらい島（2014年、チビ）
- ゴーちゃん。〜モコとちんじゅうの森の仲間たち〜（2017年、調査隊員A）
- クレヨンしんちゃん オラたちの恐竜日記（2024年）

### OVA
1989年
- 銀河英雄伝説

1994年
- 湘南純愛組!（数人）

1996年
- エンジェル伝説（時山五郎）

1997年
- またまたセイバーマリオネットJ（魚政）

2000年
- 天使禁猟区（洋司）

2006年
- 機動戦士ガンダム MS IGLOO（ドメニコ・マルケス3等航海士）

2010年
- 名探偵コナン MAGIC FILE4 大阪お好み焼きオデッセイ（男子高生）

2012年
- 名探偵コナン BONUS FILE ファンタジスタの花（山市）

2013年
- FAIRY TAIL × RAVE（グリフ）

2016年
- 機動戦士ガンダム THE ORIGIN（2016年 - 2018年、アーガ、ハワド、ジュダック） - 2019年に再編集作品『THE ORIGIN 前夜 赤い彗星』テレビ放送

### Webアニメ
- 幕末機関説 いろはにほへと（2006年、劉火袁）
- バトルスピリッツ ミラージュ（2022年、モンザ[6]）

### ゲーム
1996年
- 進め！対戦ぱずるだま（奥方様）
- ソードアンドソーサリー（エルゴート）
- 風雲悟空忍伝（沙悟浄）

1997年
- ネクストキング 恋の千年王国（衛兵B）

1998年
- 個人教授（高坂武）
- 新世代ロボット戦記ブレイブサーガ（守山さとる）
- 時空探偵DD2 叛逆のアプサラル（国分寺亘）
- ツアーパーティー 卒業旅行にいこう（大淀大輔）

1999年
- グリントグリッター（ボビー 他）
- 戦国美少女絵巻 空を斬る!! 〜春風の章〜（下忍）

2000年
- ブレイブサーガ2（守山さとる）
- トラック狂走曲（車輪虎吉）

2001年
- 暴れん坊プリンセス（ゼッツォ僧院・左僧侶、魔物ラニュー、賞金稼ぎ兄）

2002年
- GROOVE ADVENTURE RAVE 〜未完の秘石〜（グリフ、ツヨシ）
- GROOVE ADVENTURE RAVE 〜光と闇の大決戦〜（グリフ）
- GROOVE ADVENTURE RAVE 〜光と闇の大決戦2〜（グリフ）
- クロノアビーチバレー 最強チーム決定戦!（ジョーカー）
- ラ・ピュセル 光の聖女伝説（ヤッタニャー）

2005年
- メルヘヴン ÄRM FIGHT DREAM（ポズン）

2006年
- 機動戦士ガンダム スピリッツオブジオン（ファレル・イーハ中尉）
- るろうに剣心 -明治剣客浪漫譚- 炎上!京都輪廻（川路利良）

2007年
- SDガンダム GGENERATION SPIRITS（ドメニコ・マルケス、ニードル 他）
- スーパーロボット大戦OG ORIGINAL GENERATIONS
- スーパーロボット大戦OG外伝

2013年
- サモンナイト5（ゲロッパ）

2019年
- デュエル・マスターズ プレイス（邪藩牛次郎）

2024年
- AFK：ジャーニー（ヴェパリアン）

### ドラマCD
- 彼方から（トラウス弟）
- カリスマ（フィラー）
- Jaja馬!カルテット（ロブスターの部下）
- 電脳戦隊ヴギィ'ズ★エンジェル VOL.0「誕生!電脳戦隊」（トラック運転手、ギャングB）
- 少年・中年進化論（AD）
- 速攻生徒会（不良B）
- ゼロイン（犯人）※単行本3巻付属ドラマCD
- 太陽の少女インカちゃん（会計くん）
- ツアーパーティー 卒業旅行にいこう ドラマCD（大淀大輔）
- 新世紀GPXサイバーフォーミュラ シリーズ
  - 新世紀GPXサイバーフォーミュラSAGA ROUND1 明日へのフォーカス（「ムーヴ」デスク）
  - 新世紀GPXサイバーフォーミュラ SAGAII ROUND1 真実の一瞬（ムーヴ編集長）
- ラ・ピュセル 光の聖女伝説（ヤッタニャー）

### 吹き替え

#### 映画
- イン・ザ・ネイビー
- エレクション
- ハイスクール白書 優等生ギャルに気をつけろ!（ラリー〈ニコラス・ダゴスト〉）

#### ドラマ
- ER XV 緊急救命室 #4（マイキー〈ディーン・チェヴァラ〉）
- デスパレートな妻たち5

#### アニメ
- アント&アードバーク（アント）
- ティーン・タイタンズ（マンボ）
- ヘラクレス（男性）

### 特撮
- スーパー戦隊シリーズ
  - 激走戦隊カーレンジャー（1996年、CC〈チャーチャー〉チャッコーの声）
  - 忍風戦隊ハリケンジャー（2002年、洗脳忍者ジュクキノコの声）
  - 特命戦隊ゴーバスターズ（2012年、スプレーロイドの声）
  - 烈車戦隊トッキュウジャー（2014年、フェンスシャドーの声）

### 人形劇
- NHK教育 こどもにんぎょう劇場
  - 「長くつ下のピッピ」（1998年）
  - 「いたい夢」（1999年）

### 舞台
- 劇団岸野組公演
  - 清水港異聞 森の石松 1861（1992年） - 梅吉
  - 森の石松外伝（2004年） - 栄吉
  - 万お仕事承ります お仕事の参 〜若さのヒケツお捜しします〜（2013年）
  - モトイヌ（2014年）
  - 幸プロジェクト「家族」（2016年）
  - 新〜とんびと鷹の捕物帖〜酔いどれムスメとお転婆オヤジ（2017年）

### ナレーション
- NHK高校講座 世界史（語り）

### その他コンテンツ
- ドラえもん&チンプイ エリ様 愛のプレゼント大作戦（ドロイカ）